# Liste der Kulturgüter in Flumenthal
Die Liste der Kulturgüter in Flumenthal enthält alle Objekte in der Gemeinde Flumenthal im Kanton Solothurn, die gemäss der Haager Konvention zum Schutz von Kulturgut bei bewaffneten Konflikten, dem Bundesgesetz vom 20. Juni 2014 über den Schutz der Kulturgüter bei bewaffneten Konflikten sowie der Verordnung vom 29. Oktober 2014 über den Schutz der Kulturgüter bei bewaffneten Konflikten unter Schutz stehen.
Objekte der Kategorien A und B sind vollständig in der Liste enthalten, Objekte der Kategorie C fehlen zurzeit (Stand: 1. Januar 2023).

## Kulturgüter
| Foto |                                                                                   | Objekt                                                                    | Kat. | Typ | Standort                                         | Beschreibung                        |
| ---- | --------------------------------------------------------------------------------- | ------------------------------------------------------------------------- | ---- | --- | ------------------------------------------------ | ----------------------------------- |
| ja   | Datei hochladen · Wikidata zu Pfarrkirche St. Peter und Paul (Q104773411)         | Pfarrkirche St. Peter und Paul KGS-Nr.: 10170                             | A    | G   | Kirchgasse (31) 612073 / 231672                  |                                     |
| ja   | Datei hochladen · Wikidata zu Betonschalen Silberkugel (Q29880659)                | Betonschalen Silberkugel, Autobahnraststätte Deitingen Süd KGS-Nr.: 13995 | A    | G   | Nationalstrasse N1 Mitteland Süd 613482 / 230579 | Werk von Heinz Isler 1966 errichtet |
| BW   | Datei hochladen · Wikidata zu Attisholzwald, römischer Gutshof (Q114797987)       | Attisholzwald, römischer Gutshof KGS-Nr.: 16505                           | A    | F   | 611370 / 231300                                  |                                     |
| ja   | Datei hochladen · Wikidata zu Egghof, ehemaliges Gasthaus zum Einhorn (Q29880762) | Egghof, ehemaliges Gasthaus zum Einhorn KGS-Nr.: 04546                    | B    | G   | Eggmattweg 9 611695 / 232061                     |                                     |
| BW   | Datei hochladen · Wikidata zu Bauernhaus (1838) (Q29880760)                       | Bauernhaus KGS-Nr.: 13475                                                 | B    | G   | Rüttistrasse 2 612076 / 232121                   |                                     |
| BW   | Datei hochladen · Wikidata zu Restaurant Neuhüsli 1727 (Q29880766)                | Restaurant Neuhüsli KGS-Nr.: 13476                                        | B    | G   | Baselstrasse 2 611861 / 232002                   |                                     |
| BW   | Datei hochladen · Wikidata zu Pfarrhaus (Q29880764)                               | Pfarrhaus KGS-Nr.: 13477                                                  | B    | G   | Kirchgasse 32 612032 / 231650                    |                                     |